# تپه کره تپه
تپه کره تپه مربوط به دوران‌های تاریخی پس از اسلام است و در شهرستان بوئین‌زهرا، بخش آبگرم، روستای اردلان واقع شده و این اثر در تاریخ ۲۵ خرداد ۱۳۸۱ با شمارهٔ ثبت ۵۷۷۶ به‌عنوان یکی از آثار ملی ایران به ثبت رسیده است.